# Neuville-sous-Montreuil
Neuville-sous-Montreuil ist eine Gemeinde im Norden Frankreichs. Sie gehört zur Region Hauts-de-France, zum Département Pas-de-Calais, zum Arrondissement Montreuil und zum Kanton Berck. Nachbargemeinden sind Attin im Nordwesten, Estréelles und Estrée im Norden, Aix-en-Issart im Nordosten, Marant im Osten, Marles-sur-Canche im Südosten, Montreuil-sur-Mer im Südwesten und La Madelaine-sous-Montreuil im Westen.

## Bevölkerungsentwicklung
| Jahr      | 1962 | 1968 | 1975 | 1982 | 1990 | 1999 | 2008 | 2014 |
| --------- | ---- | ---- | ---- | ---- | ---- | ---- | ---- | ---- |
| Einwohner | 1106 | 1096 | 1290 | 1123 | 984  | 739  | 664  | 659  |

## Sehenswürdigkeiten
- Chartreuse Notre-Dame-des-Près, Monument historique

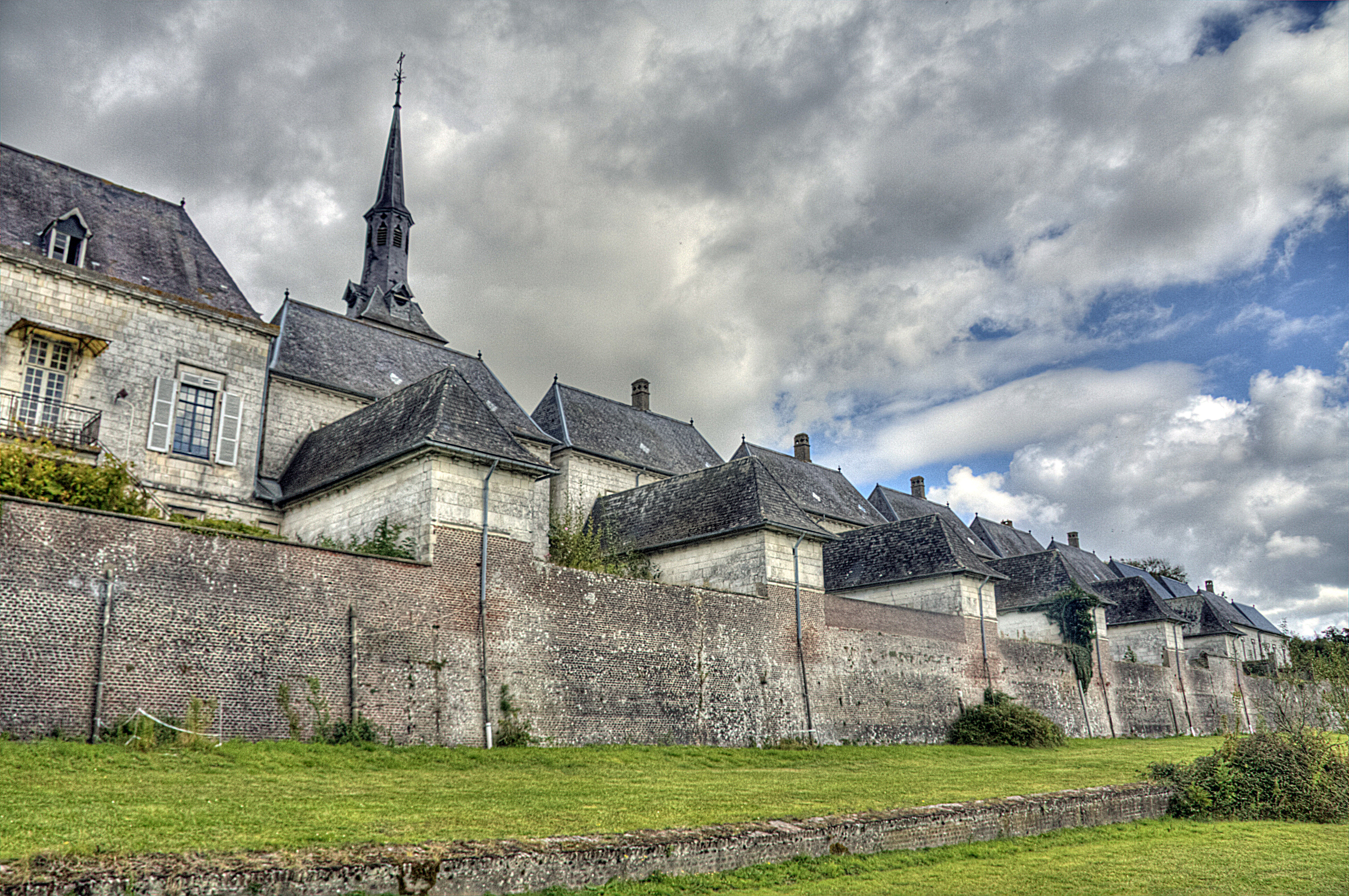
Kartause Notre-Dame-des-Près
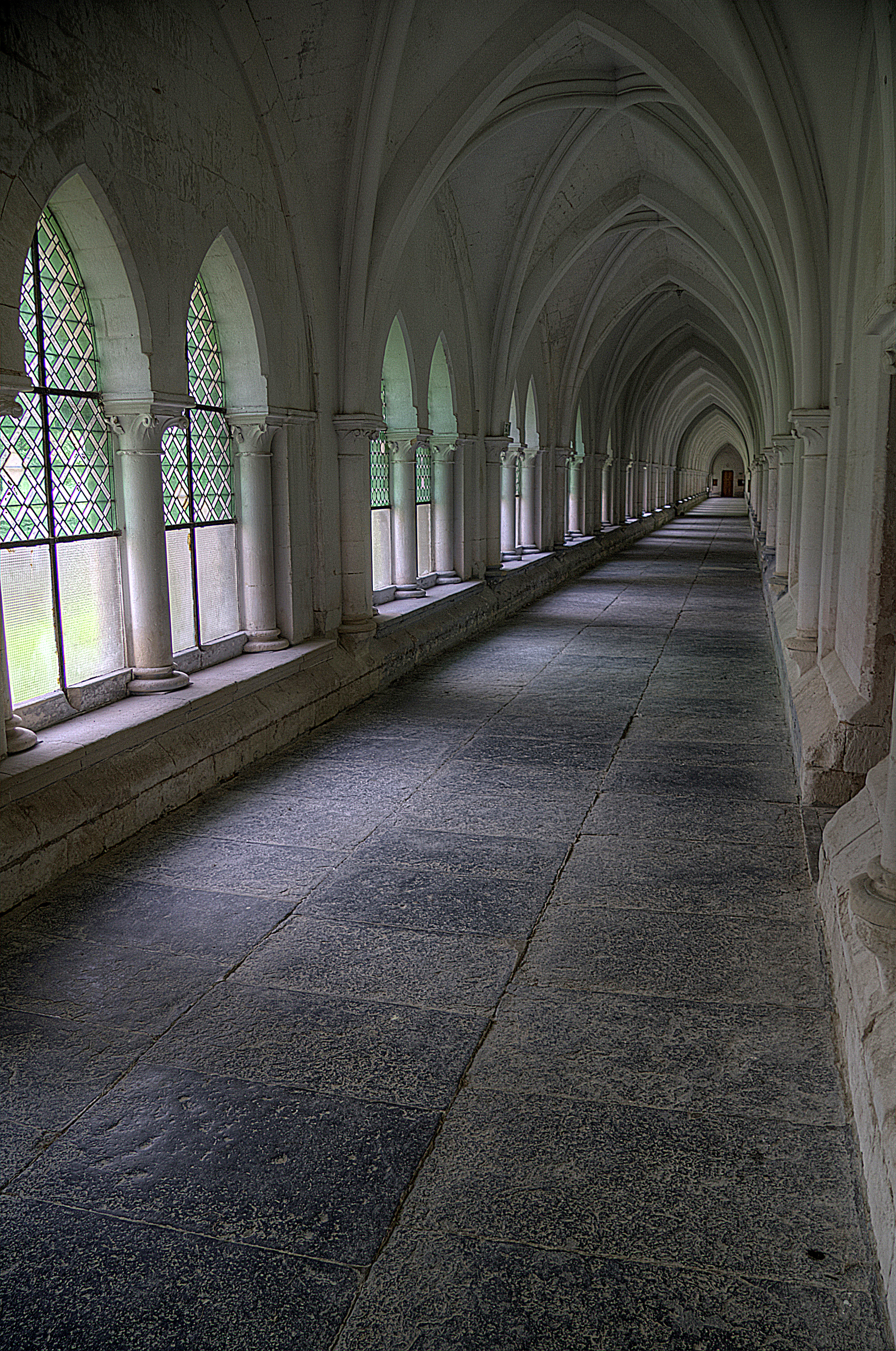
Innenansicht der Kartause